# Rózsadomb

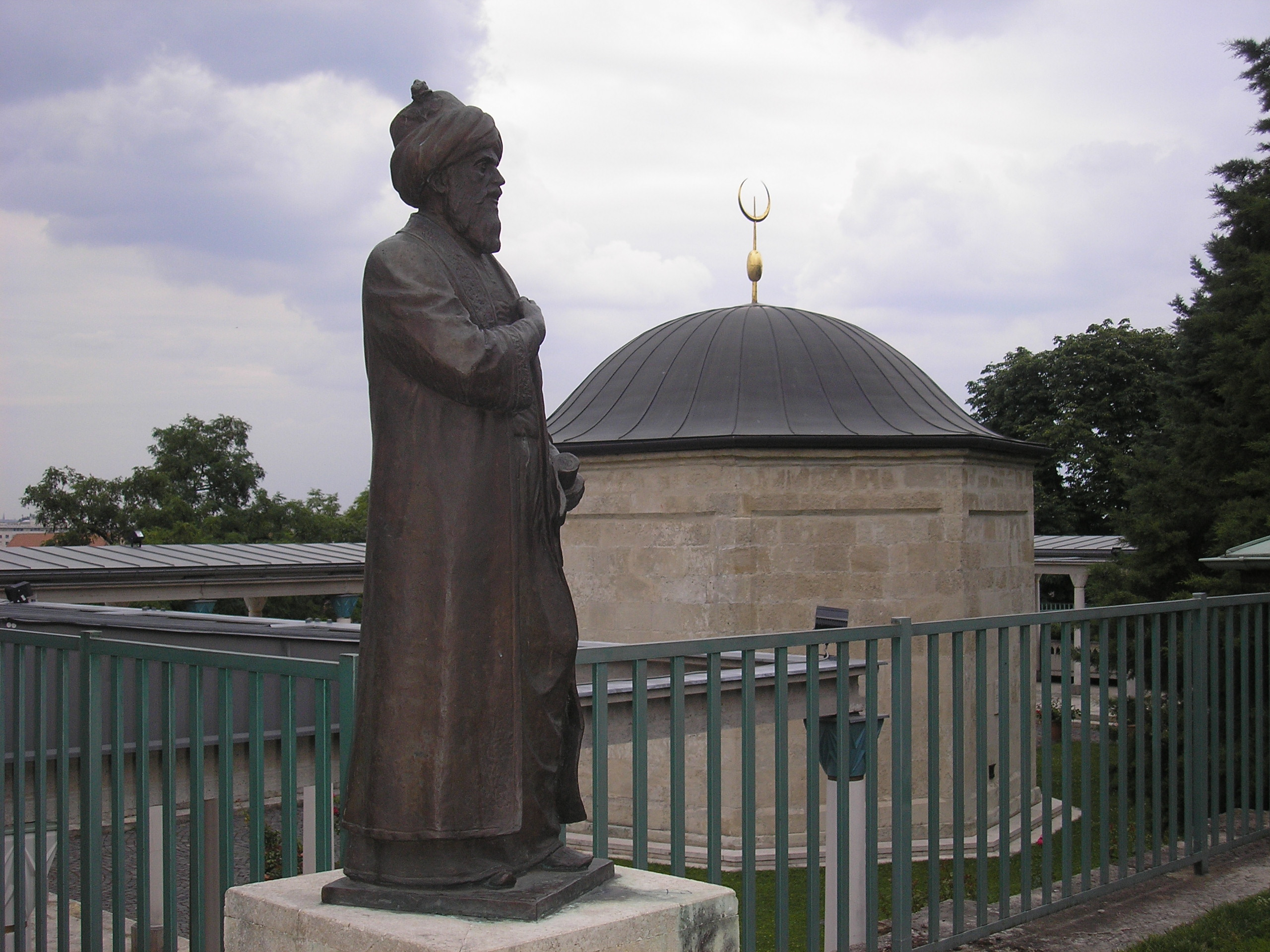
Mauzoleum Gül Baby ve čtvrti Rózsadomb

Rózsadomb (česky Růžový vrch) je čtvrť ve II. obvodu maďarského hlavního města Budapešť. Nachází se západně od Markétina mostu (Margit híd) a severně od náměstí Kálmána Szélla (Széll Kálmán tér), zhruba 1,5 až 2 kilometry od centra města. Jedná se o prestižní rezidenční čtvrť, kde v minulosti v tamních výstavních vilách žili zámožní podnikatelé, obchodníci, továrníci a intelektuálové. Po druhé světové válce byly zdejší nemovitosti zkonfiskovány a za dob minulého režimu zde žilo mnoho příslušníků komunistické nomenklatury.
Mezi zdejší pamětihodnosti se řadí oktagonální hrobka osmanského básníka Gül Baby v ulici Mecset, která je jedním z nejznámějších příkladů architektury z dob osmanské nadvlády v Uhrách. Další zajímavostí je například muzeum věnované maďarskému skladateli Bélovi Bartókovi v ulici Csalán či krápníkové jeskyně v ulicích Pusztaszeri a Szépvölgyi.